# Puig de les Bassetes
El Puig de les Bassetes és un contrafort del massís del Massanella. Té una altura màxima de 1215 m. i pertany al municipi d'Escorca. Usualment s'accedeix des del Coll de la Batalla, passant prop del Puig d'en Galileu o bé des de la Font des Noguer (Cúber).